# رودبرگ
رودبرگ (به آلمانی: Rodeberg) یک شهر در آلمان است که در تورینگن واقع شده‌است. رودبرگ ۲٬۲۱۷ نفر جمعیت دارد.